# 제71회 아카데미상
제71회 아카데미상은 1999년 3월 21일에 열린 시상식이다. LA 도로시 챈들러 파빌리온에서 개최되었으며 사회자는 우피 골드버그이다.

## 후보 및 수상

### 작품상
- 셰익스피어 인 러브 - 돈나 지글리오티 외 4명 수상
- 엘리자베스 - 세자르 카푸르
- 라이언 일병 구하기 - 스티븐 스필버그
- 씬 레드 라인 - 테렌스 말릭
- 인생은 아름다워 - 로베르토 베니니

### 남우주연상
- 인생은 아름다워 - 로베르토 베니니 수상
- 어플릭션 - 닉 놀테
- 아메리칸 히스토리 X - 에드워드 노튼
- 갓 앤 몬스터 - 이안 맥켈런
- 라이언 일병 구하기 - 톰 행크스

### 여우주연상
- 셰익스피어 인 러브 - 기네스 팰트로 수상
- 중앙역 - 페르난다 몬테네그로
- 엘리자베스 - 케이트 블란쳇
- 힐러리와 재키 - 에밀리 왓슨
- 원 트루 씽 - 메릴 스트립

### 남우조연상
- 어플릭션 - 제임스 코번 수상
- 시빌 액션 - 로버트 듀발
- 셰익스피어 인 러브 - 제프리 러쉬
- 심플 플랜 - 빌리 밥 손튼
- 트루먼 쇼 - 에드 해리스

### 여우조연상
- 셰익스피어 인 러브 - 주디 덴치 수상
- 갓 앤 몬스터 - 린 레드그레이브
- 힐러리와 재키 - 레이첼 그리피스
- 작은 목소리 - 브렌다 블레딘
- 프라이머리 컬러스 - 케시 베이츠

### 감독상
- 라이언 일병 구하기 - 스티븐 스필버그 수상
- 셰익스피어 인 러브 - 존 매든
- 씬 레드 라인 - 테렌스 맬릭
- 트루먼 쇼 - 피터 위어
- 인생은 아름다워 - 로베르토 베니니

### 각본상
- 셰익스피어 인 러브 - Marc Norman 수상
- 불워스 - 워런 비티
- 라이언 일병 구하기 - Robert Rodat
- 트루먼 쇼 - 앤드류 니콜
- 인생은 아름다워 - 빈센조 세라미

### 각색상
- 갓 앤 몬스터 - 빌 콘돈 수상
- 표적 - 스콧 프랭크
- 프라이머리 컬러스 - 일레인 메이
- 심플 플랜 - Scott B. Smith
- 씬 레드 라인 - 테렌스 맬릭

### 촬영상
- 라이언 일병 구하기 - 야누즈 카민스키 수상
- 시빌 액션 - 콘라드 L. 홀
- 엘리자베스 - 레미 아데파라신
- 셰익스피어 인 러브 - 리처드 그레이트렉스
- 씬 레드 라인 - 존 톨

### 편집상
- 라이언 일병 구하기 - 마이클 칸 수상
- 표적 - 앤 V. 코츠
- 셰익스피어 인 러브 - David Gamble
- 씬 레드 라인 - 빌리 웨버
- 인생은 아름다워 - 시모나 파지

### 미술상
- 셰익스피어 인 러브 - 마틴 차일즈 수상
- 엘리자베스 - 존 마이어
- 플레전트빌 - 지닌 클로디아 오프월
- 라이언 일병 구하기 - 토머스 E. 샌더스
- 천국보다 아름다운 - 유지니오 자네티

### 의상상
- 셰익스피어 인 러브 - 센디 포웰 수상
- 비러브드 - 콜린 앳우드
- 엘리자베스 - 알렉산드라 바이른
- 플레전트빌 - 주디아나 마코브스키
- 벨벳 골드마인 - 센디 포웰

### 분장상
- 엘리자베스 - Jenny Shircore 수상
- 라이언 일병 구하기 - Burwell
- 셰익스피어 인 러브 - Lisa Westcott

### 음악상
- 셰익스피어 인 러브 - 스티븐 웨벡 수상
- 노만 쥬이슨 수상
- 인생은 아름다워 - 니콜라 피오바니 수상
- 엘리자베스 - 데이비드 허슈펠더
- 플레전트빌 - 랜디 뉴먼
- 라이언 일병 구하기 - 존 윌리엄스
- 씬 레드 라인 - 한스 짐머
- 벅스 라이프 - 랜디 뉴먼
- 뮬란 - Matthew Wilder
- 패치 아담스 - 마크 샤이먼
- 이집트 왕자 - 스티븐 슈왈츠

### 주제가상
- 이집트 왕자 - 스티븐 슈왈츠 수상
- 아마겟돈 - 다이안 워렌
- 꼬마 돼지 베이브 2 - 랜디 뉴먼
- 호스 위스퍼러 - Allison Moorer
- 매직 스워드 - Carole Bayer Sager

### 음향편집상
- 라이언 일병 구하기 - 게리 라이스트롬 수상
- 아마겟돈 - George Watters II
- 마스크 오브 조로 - Dave McMoyler

### 음향믹싱상
- 라이언 일병 구하기 - 게리 라이스트롬 수상
- 아마겟돈 - Kevin O'Connell
- 마스크 오브 조로 - Kevin O'Connell
- 셰익스피어 인 러브 - Robin O'Donaghue
- 씬 레드 라인 - Andy Nelson

### 시각효과상
- 천국보다 아름다운 - Joel Hynek 수상
- 아마겟돈 - 리처드 후버
- 조 블랙의 사랑 - 릭 베이커

### 외국어영화상
- 인생은 아름다워 - 로베르토 베니니 수상
- El Abuelo
- 천국의 아이들 - 마지드 마지디
- 중앙역 - 월터 살레스
- 탱고 - 카를로스 사우라

### 단편애니메이션상
- 버니 - 크리스 웨지 수상
- The Canterbury Tales - Christopher Grace
- Jolly Roger - Mark Baker
- More - Mark Osborne
- When Life Departs - Karsten K?erich

### 단편영화상
- Valgaften - Kim Magnusson 수상
- La Carte postale - Vivian Goffette
- Culture - Will Speck
- Victor - Simon Sandquist
- Holiday Romance - Jovy

### 장편다큐멘터리상
- The Last Days - James Moll 수상
- Dancemaker - Matthew Diamond
- The Farm: Angola, USA - Jonathan Stack
- Lenny Bruce: Swear to Tell the Truth - Robert Weide
- Regret to Inform - Barbara Sonnenborn

### 단편다큐멘터리상
- 퍼스널스 - 이비 케이코 수상
- A Place in the Land - Charles Guggenheim
- Sunrise Over Tiananmen Square - Shui-Bo Wang

### 공로상
- 엘리아 카잔 수상

### 어빙 탤버그 상
- Norman Jewison 수상
- 표창메달David W. Gray 수상

## 같이 보기
- 제5회 미국 배우 조합상
- 제19회 골든 래즈베리상
- 제52회 영국 아카데미 영화상
- 제56회 골든 글로브상